# Rudlov
Rudlov este o comună slovacă, aflată în districtul Vranov nad Topľou din regiunea Prešov. Localitatea se află la altitudinea de 201 m deasupra n.m., se întinde pe o suprafață de 16,04 km2 și în 2017 număra 691 de locuitori.

## Istoric
Localitatea Rudlov este atestată documentar din 1402.

## Demografie
| An:                | 1994 | 2004   | 2014   | 2024  |
| ------------------ | ---- | ------ | ------ | ----- |
| Număr de persoane: | 586  | 638    | 680    | 731   |
| Diferență:         |      | +8,87% | +6,58% | +7,5% |

| An:                | 2023 | 2024   |
| ------------------ | ---- | ------ |
| Număr de persoane: | 729  | 731    |
| Diferență:         |      | +0,27% |